# 大陳島漁師廟
大陳島漁師廟，是位于中华人民共和国浙江省台州市椒江区大陈镇的漁師大神廟，香火傳至臺灣宜蘭縣壯圍鄉東港村壯圍東港漁師廟。

## 沿革
大陳島漁師廟原在大陳島五虎山濱海處，可聞濤聲，以「漁廟濤聲」之名列為大陳十景之一。大陳人多從事捕漁，因此漁師爺成為該島重要信仰。相傳每年漁汎之前，必有將軍魚兩條，率水族至此朝拜漁師爺，一時鱗鰭蔽海，腥風遠播，漁民俟群魚朝拜已畢，游往外海時追蹤捕撈，多滿載而歸，因而香火相旺。農曆大月初一，他們會特地來祭拜。
中華人民共和國建立初期，1950年代初，被中華民國統治的大陳島上居民仍會將捕獲的漁貨，和沿海地區的商人交易，等上海軍機場建構完成，解放軍開始多次砲轟東南沿海地區，戰事漸趨密集。為了防務需要，此廟曾關閉，後於1954年7月5日，蔣中正總統來此巡視，復令開放。島民杜星亮等人以人工方式，在廟旁挖出防空洞，以供蔣經國入駐指揮。1955年2月1日，蔣經國飛抵大陳島，4日在轟炸過後，他於此廟旁的岩石上拍照，題句「海山月下登高崗，憂國事，誰堪當」。大陳島撤退其中三十六戶分配到至壯圍鄉東港村的仁愛新村後，集資建立壯圍東港漁師廟，以供奉原先島上祭拜的漁師爺神像，成為宜蘭地區過去不曾祭祀過的神祇。